# Team Sleep
I Team Sleep sono stati un progetto parallelo rock alternativo statunitense creato nel 2000 dal frontman dei Deftones, Chino Moreno.
Il loro sound univa rock alternativo, musica elettronica e d'ambiente, shoegaze, trip hop, dream pop, post-rock e post-hardcore.

## Storia del gruppo
Il gruppo nasce a Sacramento per opera di Moreno ed era inizialmente composto da quest'ultimo, Todd Wilkinson e DJ Crook. Le origini effettive del gruppo tuttavia risalgono 1994, quando Moreno e Wilkinson, amici d'infanzia, decisero di registrare un'audiocassetta contenente quattro brani.
Nel 1999 i due conobbero DJ Crook, tramite l'amico comune Frank Delgado, disc jockey dei Deftones; insieme realizzarono il brano Teenager, il quale sarebbe stato pubblicato nel terzo album in studio dei Deftones White Pony.
In seguito, al gruppo si unirono anche Zach Hill e Rick Verrett, rispettivamente alla batteria e al basso. Alla fine del 2001 i Team Sleep aprirono un tour e cominciarono ad esibirsi in concerto negli Stati Uniti. Dopo il tour cominciarono a registrare il loro primo lavoro in studio, che avrebbero dovuto pubblicare per la Maverick Records, etichetta che aveva già sotto contratto anche i Deftones. Quando le registrazioni dell'album furono ultimate però, Moreno scoprì che l'intero album era stato diffuso e reso scaricabile illegalmente su internet e il gruppo decise così di annullare la pubblicazione del disco.
Nel 2003 registrarono il brano strumentale The Passportal, inserito nella colonna sonora del film Matrix Reloaded. Una versione del brano cantata da Chino Moreno riuscì a circolare su Internet.
In seguito decisero di registrare un nuovo album, la cui uscita era inizialmente prevista per il 2004, ma la Maverick Records decise di posticiparne l'uscita, in modo tale da poter pubblicizzare l'album. Il 9 maggio 2005 il gruppo ha pubblicato l'album di debutto, dal titolo omonimo ed anticipato dal singolo Ever (Foreign Flag). Dalla lista tracce dell'album furono però esclusi molti brani, tra cui anche una collaborazione con Mike Patton dei Faith No More intitolata Kool Aide (che vedrà la luce soltanto nel 2024). Per promuovere l'album la band cominciò a girare in tour e a pubblicare demo sul proprio profilo Myspace.
Nel'agosto 2014 i Team Sleep hanno annunciato il proprio ritorno attraverso un concerto tenuto ad ottobre dello stesso anno presso l'Applehead Studios di Woodstock, il quale sarebbe stato registrato per un futuro album dal vivo. Il 9 giugno 2015 il gruppo ha reso disponibile per l'ascolto la versione dal vivo di Blvd. Nights, che ha anticipato l'uscita dell'album dal vivo Woodstock Sessions Vol. 4, avvenuta il 10 luglio 2015. Nella stessa data è stato rivelato che il gruppo avrebbe iniziato la pubblicazione di una serie di EP contenenti materiale inedito, progetto tuttavia accantonato per motivi sconosciuti.

## Formazione
Ultima
- Chino Moreno – voce, chitarra (1999-2007, 2014-2015)
- Todd Wilkinson – chitarra (1999-2007, 2014-2015)
- Rick Verret – basso (2000-2007, 2014-2015)
- Chuck X – basso, tastiera (2014-2015)
- Gil Sharone – batteria (2014-2015)
- CrookOne – giradischi, tastiera, campionatore (1999-2007, 2014-2015)

Ex-componenti
- Zach Hill – batteria (2000-2007)

## Discografia

### Album in studio
- 2005 – Team Sleep

### Album dal vivo
- 2015 – Woodstock Sessions Vol. 4